# Виллардебель
Виллардебе́ль (фр. Villardebelle) — коммуна во Франции, находится в регионе Лангедок — Руссильон. Департамент коммуны — Од. Входит в состав кантона Сент-Илер. Округ коммуны — Лиму.
Код INSEE коммуны — 11412.

## Население
Население коммуны на 2008 год составляло 70 человек.
| 1900 | 1962 | 1968 | 1975 | 1982 | 1990 | 1999 | 2008 |
| ---- | ---- | ---- | ---- | ---- | ---- | ---- | ---- |
| 215  | 66   | 101  | 84   | 64   | 61   | 74   | 70   |

## Экономика
В 2007 году среди 41 человек в трудоспособном возрасте (15—64 лет) 26 были экономически активными, 15 — неактивными (показатель активности — 63,4 %, в 1999 году было 70,5 %). Из 26 активных работали 21 человек (12 мужчин и 9 женщин), безработных было 5 (2 мужчин и 3 женщины). Среди 15 неактивных 3 человека были учениками или студентами, 5 — пенсионерами, 7 были неактивными по другим причинам.

## Достопримечательности
- Романская церковь XII века
- Платан, посаженный в 1792 году в честь Великой французской революции